# Elias Sehlstedt
Elias Sehlstedt (8. december 1808 – 22. juni 1874) var en svensk digter. 
Sehlstedt blev student i Upsala 1829 og studerede en tid lang jura, men måtte gå over i praktisk virksomhed og steg 1852 til toldinspektør ved Sandhamn, i hvilket embede han fungerede indtil 1869. 
Som ung student offentliggjorde han under Signaturen —dt. talrige lyriske digte i forskellige
aviser, og 1832 udgav han under samme signatur en samling, Norrlandsblommor. Senere fulgte forskellige andre digtsamlinger, Knäppar på lyran (1850), Småplock på vers, Fiskmåsen (1853) og flere. 
1861 sigtede han sine forskellige samlinger og udgav første bind af sine Samlade sånger och visor, gammalt och nytt; i årene 1862, 1867 og 1871 udgav han tre ny bind, og
efter hans død udkom et femte bind (1876) med levnedstegning af Arvid Ahnfelt.
Det ejendommelige for Sehlstedts af samtiden og til dels også af eftertiden yndede digtning er
et godhjertet lune, en mild satirisk skæmt parret med en frejdig livsglæde og natursans, som frodigst lægger sig for Dagen i hans Idyller. En særlig plads i hans produktion indtager en række, snart på prosa, snart på vers affattede komiske skildringer fra de rejser, han foretog rundt i landet.
Han boede ved Sandhamn og stod derfor de forskellige litterære og politiske personer og partier ret fjernt; derfor parodierer han frit over alle retninger, der er fremme i tiden, og heri ligger for en stor del hans historiske betydning, idet han er iblandt dem, der indser og forfølger manglerne ved den stærkt om sig gribende tegnerisme.